# Teno-Gebirge

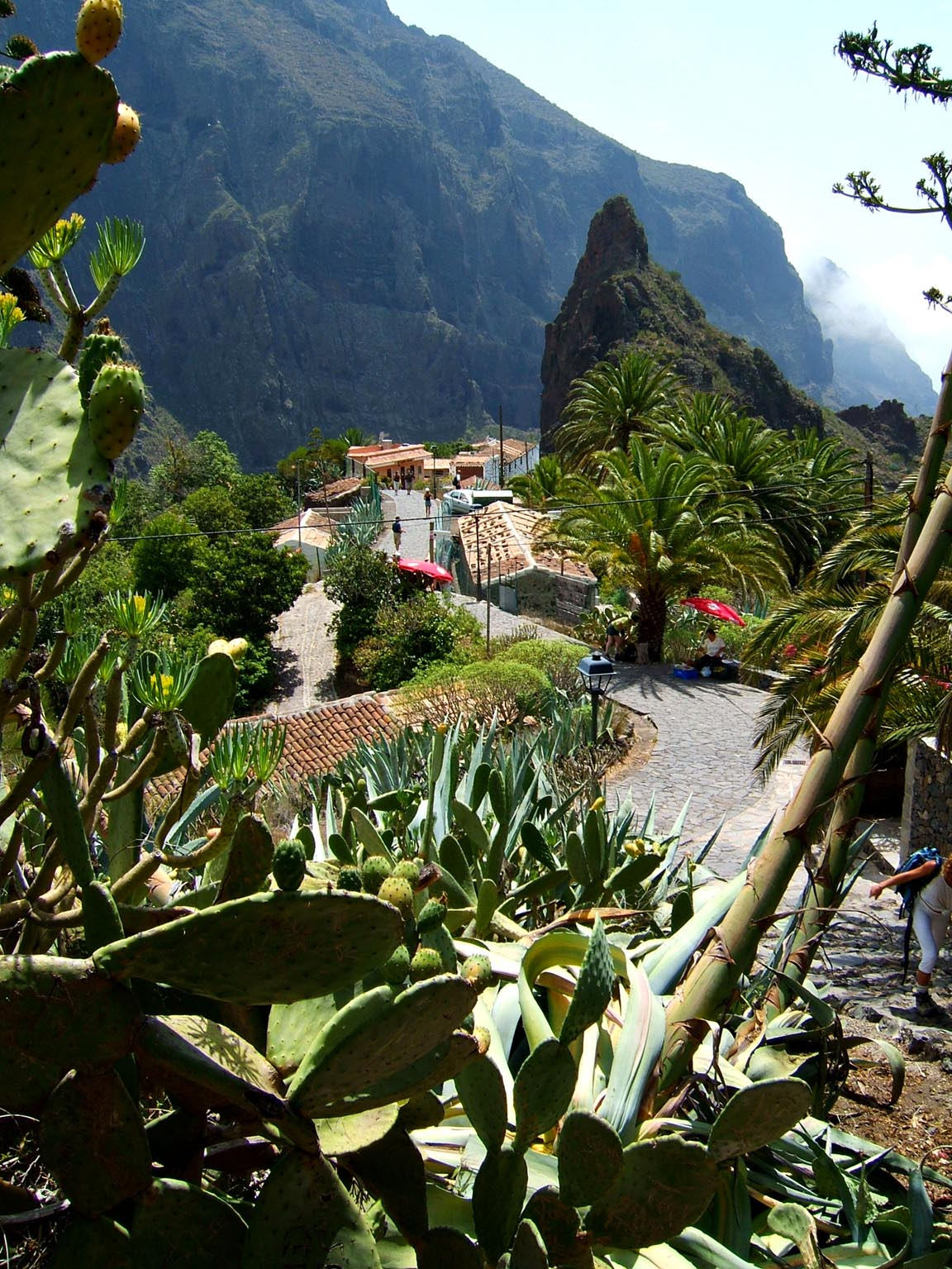
Bergdorf Masca

Das Teno-Gebirge (spanisch: Macizo de Teno) ist ein Gebirge im Nordwesten Teneriffas. Geologisch gehört das Gebirge zu den ältesten Teilen der Insel und erhebt sich bis zu einer Höhe von 1345 Meter. Es entstand vor 17 Millionen Jahren als selbständige Insel, infolge der Erosion blieben nur die relativ harten Gesteinsschichten aus rötlichem Trachit bestehen, die zum Teil von jüngeren Gesteinsgängen aus Basalt durchsetzt sind. 
Das Gebirge ist von einer großen Zahl tiefer Schluchten (Barrancos) vulkanischen Ursprungs durchzogen, die steil zur Küste abfallen, wobei oft auf kürzester Entfernung Höhenunterschiede von mehr als 500 m entstehen.
Das Gebirge erstreckt sich zwischen den Ortschaften Santiago del Teide, Los Silos, El Tanque und Buenavista del Norte an der Küste. Innerhalb des Gebirges liegen verschiedene kleine Ortschaften wie Masca, Teno Alto, Los Carrizales, El Palmar, Las Portelas und Las Lagunetas, deren Bewohner überwiegend traditionelle Kanarische Landwirtschaft betreiben.
Durch mehrere Landstraßen, auf denen Überlandbusse verkehren, ist das Gebirge gut erschlossen.

## Touristische Erschließung
Für Wanderungen durch die berühmte Masca-Schlucht ist seit 2023 eine kostenpflichtige Online-Reservierung vorgeschrieben; der Ab- und Rücktransport wird über einen Shuttle-Bus ab Santiago del Teide organisiert.